# Hünenburg (Ohle)

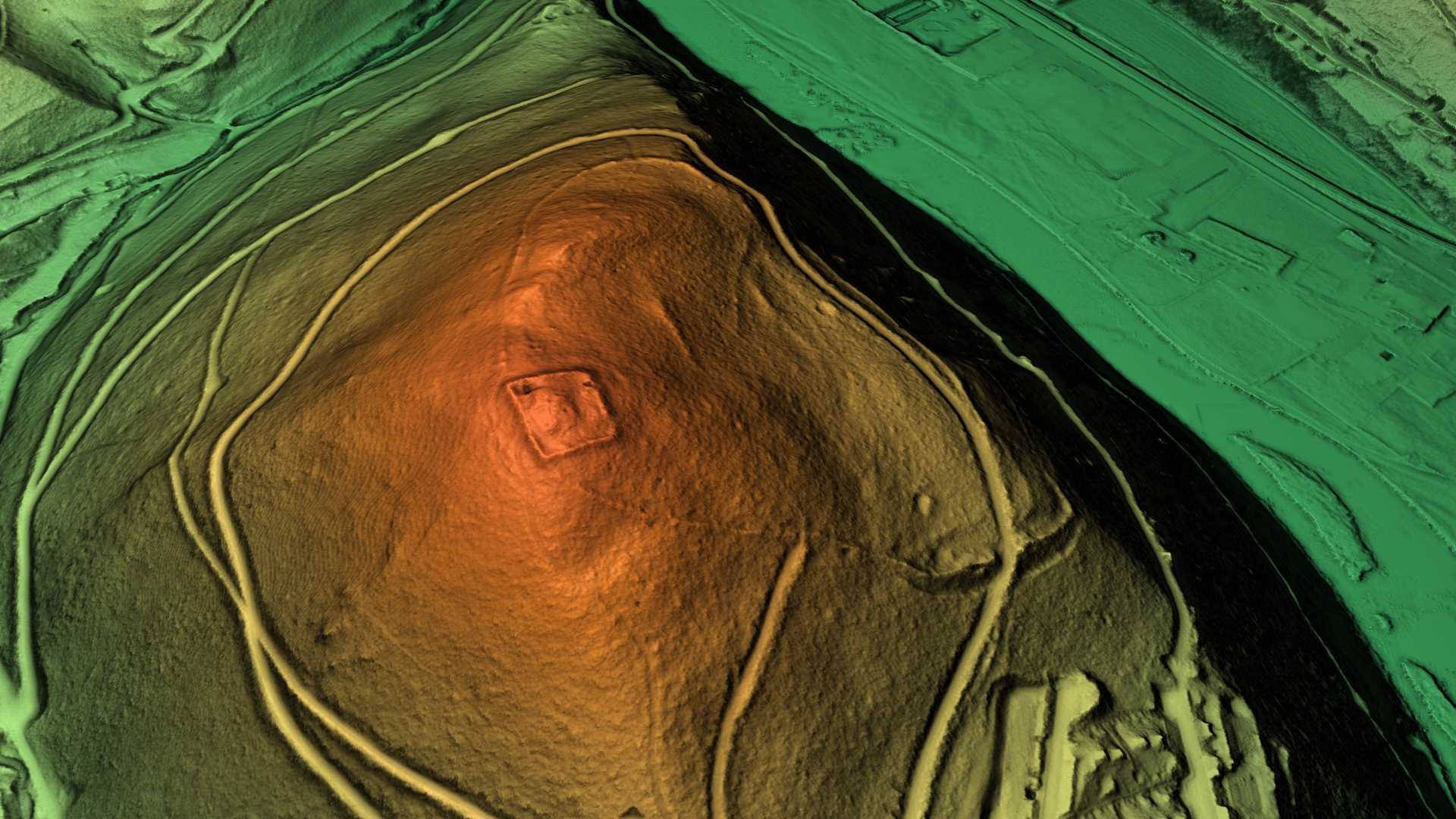
3D-Ansicht des digitalen Geländemodells

Die Hünenburg ist eine Wallburg an der Lenne bei Ohle in Plettenberg, Nordrhein-Westfalen. Sie befindet sich auf der Kuppe des Sundern in 375 m ü. NN Höhe.
Die Wälle umschließen eine etwa 7 Hektar große Fläche. Darin befand sich eine viereckige Steinburg mit den Maßen 35 mal 50 Meter. Die Mauern hatten eine Breite von etwa 2,5 Meter und eine Höhe von vermutlich etwa 3 Meter.
Ihre Entstehung als Fliehburg wird auf die Zeit der Karolinger datiert. Manfred Sönnecken vermutete keltische Ursprünge in der La-Tène-Zeit.